# Comté de Kerry
Le comté de Kerry (en irlandais : Contae Chiarraí), surnommé The Kingdom (« Le Royaume »), est un comté situé dans le Sud-Ouest de l'Irlande, entre le Shannon au nord et l'océan Atlantique à l'ouest. Il est délimité à l'est par le comté de Limerick et au sud à celui de Cork. Son nom vient de l'irlandais Chiarraí, qui signifie « gens de Ciar », en référence à une tribu celtique qui vivait dans cette région.
Sa superficie est de 4 746 km2 pour 156 458 habitants en 2022. Il fait partie de la province historique de Munster.
La péninsule de Dingle et l'anneau du Kerry, route panoramique de la péninsule de l'Iveragh, ont contribué à faire de cette région l'un des moteurs du tourisme irlandais. Elle est réputée pour la variété de ses paysages : landes, lagunes, côte déchiquetée et ponctuée d'îles, vallées couvertes de forêts de sapins, lacs, plages, etc.
La Kerry Way est un parcours de randonnée renommé, avec ses 215 km de sentiers.

## Histoire
Durant la Préhistoire, les êtres humains parcouraient les péninsules du comté de Kerry à la recherche de minéraux rares.
Il reste des vestiges de grands châteaux forts de la période celtique.

## Lieux remarquables

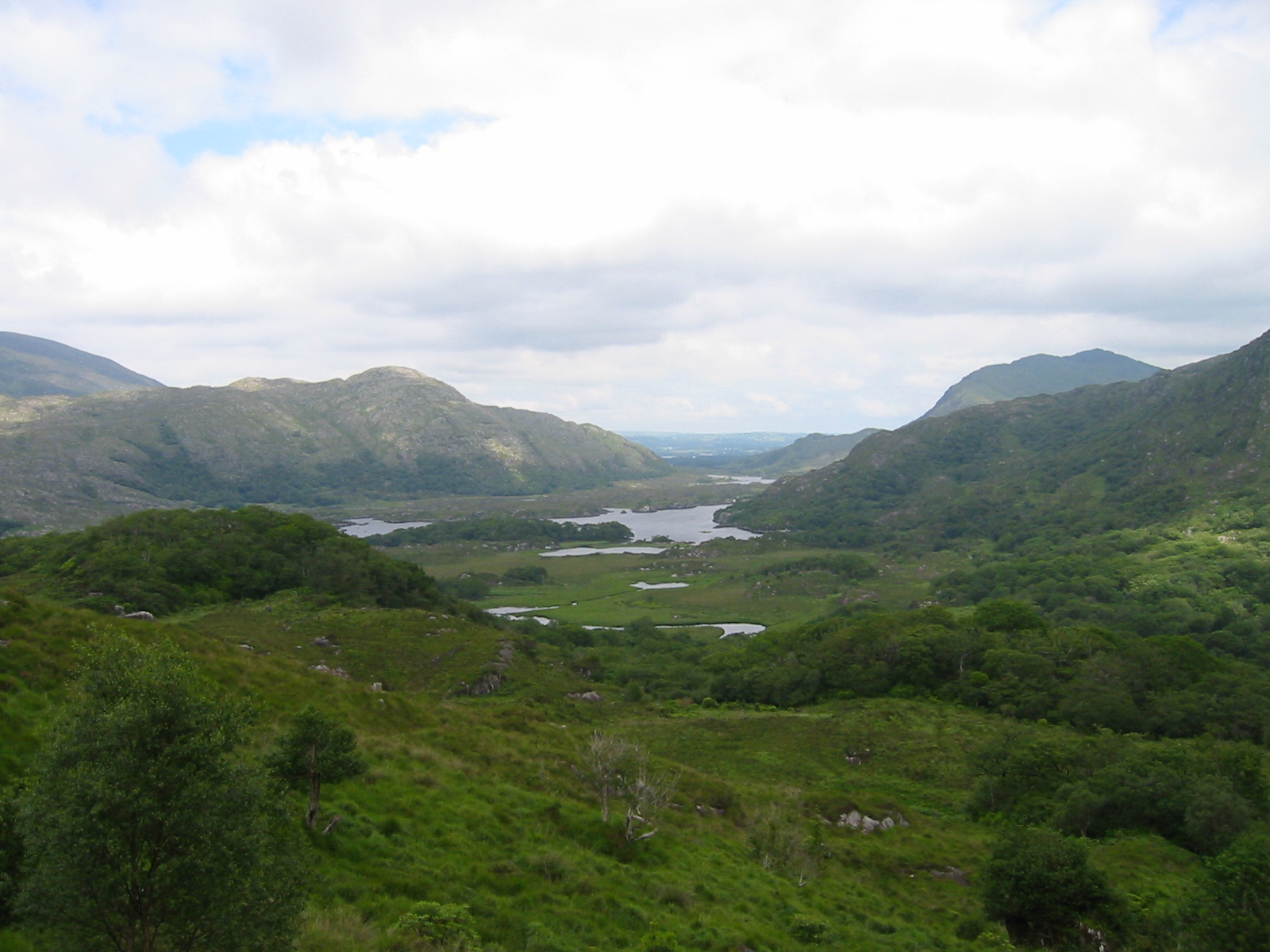
Lacs dans le parc national de Killarney

- Muckross House and Gardens, Traditional Farms et Abbaye de Muckross
- Ross Castle
- Dingle Oceanworld Aquarium
- Connor Pass
- Parc national de Killarney
- Lacs de Killarney et Ladies View
- Killarney Model Railway
- Kenmare Heritage Centre
- Kerry Bog Village Museum
- Kerry Woolen Mills
- Crag Cave
- Les îles Skellig Michael et Little Skellig
- Les fêtes traditionnelles :
  - The Puck's Fair, c'est-à-dire la Fête de la chèvre, une des dernières fêtes celtiques du pays, a lieu chaque année à Killorglin, dans le Ring of Kerry, en août (en général les 10, 11 et 12).
  - The rose of Tralee (la Rose de Tralee) est une fête qui est inspirée d'une chanson traditionnelle. Ce festival a lieu fin août à Tralee.
- Tralee, capitale de 19 950 habitants, est une ville de plus en plus importante pour le tourisme de la région avec des infrastructures d'affaires, de transports et de télécommunications bien développées.

## Géographie

### Villes et villages du Comté de Kerry
- Abbeydorney (Mainistir Ó dTorna)
- Annascaul (Abhainn an Scáil)
- Ardfert (Ard Fhearta)
- Baile an Fheirtéaraigh
- Baile na nGall
- Ballinskelligs (Baile na Sceilge)
- Ballybunion (Baile an Bhuinneánaigh)
- Ballyduff (An Baile Dubh)
- Ballyheigue (Baile Uí Thaidhg)
- Ballylongford (Béal átha longphúirt)
- Brosna Brosnagh
- Caherdaniel (Cathair Dhónaill)
- Cahersiveen (Cathair Saidhbhín)
- Castlecove
- Castlegregory (Caislean Graighre)
- Castleisland (Oileán Chiarraí)
- Castlemaine (Casleán na mainge)
- Causeway (An Tóchar)
- Derrynane (Doire Fhionain)
- Dingle (An Daingean)
- Duagh (Duabhath)
- Dún Chaoin
- Farranfore (An Fearann Fuar)
- Fenit (An Fhianait)
- An Fheothanach
- Finuge (Fionnóg)
- Gneeveguilla
- Kenmare (An Neidín)
- Kilflynn (Cill Flainn)
- Kilgarvan (Cill Garbháin)
- Killarney (Cill Airne)
- Killorglin (Cill Orglan)
- Knightstown (An Chois)
- Lispole (Lios Póil)
- Lisselton
- Listowel (Lios Tuathail)
- Lixnaw (Leic Snámha)
- Milltown (Baile an Mhuilinn)
- Moyvane (Maigh Mheáin)
- Portmagee (An Caladh)
- Rathmore (An Ráth Mhór)
- Sneem (An tSnaidhm)
- Tralee (Trá Lí)
- Tarbert (Tairbeart)
- Ceann Trá (Ventry)
- Waterville (An Coireán)

### Comtés limitrophes
| océan Atlantique | Clare          | Clare         |
| océan Atlantique | comté de Kerry | Limerick Cork |
| océan Atlantique | Cork           | Cork          |

## Sport
L'équipe de football gaélique du comté, le Kerry GAA, est l'équipe qui a remporté le plus de fois le championnat d'Irlande de football gaélique. L'équipe évolue principalement à Killarney dans le Fitzgerald Stadium.